# Herbert Rohde
Herbert Rohde (* 20. Juli 1885 in Bartenstein im Kreis Friedland, Ostpreußen; † 14. Februar 1975 in Krefeld) war ein preußischer Verwaltungsjurist, Landrat und Regierungspräsident in Gumbinnen (1933–1945).

## Leben
Der promovierte Jurist Herbert Rohde legte am 14. Dezember 1912 die große Staatsprüfung ab und wurde 1914 als Regierungsrat an der Königlich Preußischen Regierung in Aachen, nachdem der bisherige Landrat Walter The Losen zum 6. August 1914 in den einstweiligen Ruhestand versetzt worden war, vertretungsweise mit der Verwaltung des Kreis Eupen beauftragt. Im Herbst 1916 übernahm er zunächst ebenfalls vertretungsweise, ab 1917 aber auch kommissarisch den Kreis Heilsberg in der Provinz Ostpreußen. Noch im selben Jahr fand er Einsatz als Zivilkommissar in Belgien. Bereits 1918 wurde er wieder bei der Regierung in Gumbinnen tätig. Seit 1919 leitete Rohde als Regierungsrat kommissarisch den Kreis Goldap bis März 1920. 1919 bis 1921 gehörte er auch dem Provinziallandtag der Provinz Ostpreußen an, wo er sich am 19. April 1920 der Fraktion der DNVP anschloss. Es folgten weitere Arbeitsstationen beim Oberpräsidenten von Ostpreußen, dem Handelsministerium sowie der Handwerkskammer für das östliche Preußen in Königsberg i. Pr. Ab dem 25. März 1933 leitete er als kommissarischer Regierungspräsident und mit Wirkung vom 1. April 1933 hauptamtlich den Regierungsbezirk in Gumbinnen bis 1945.